# Gandamia
Gandamia is een gemeente (commune) in de regio Mopti in Mali. De gemeente telt 6000 inwoners (2009).
De gemeente bestaat uit de volgende plaatsen:
- Banikane Peulh
- Banikane Sonrhaï
- Boula
- Bounti
- Ganah
- Kikara (hoofdplaats)
- Mounouwel
- Tinahabou